# Non, je n'ai rien oublié
Non, je n'ai rien oublié è un brano musicale scritto da Charles Aznavour e Georges Garvarentz ed interpretato dal cantante franco-armeno Charles Aznavour.
È stato registrato per la prima volta da Aznavour nel 1971.

## La canzone
Il protagonista evoca una storia d'amore della sua giovinezza, di un amore perduto, e nel suo racconto la nostalgia si unisce alla speranza.

### Il testo
Due vecchi amanti si incontrano. Si erano separati da giovani a causa del padre della ragazza. Di fronte alla donna una volta amata, l'eroe ordinario della canzone capisce che, contrariamente a quanto pensava, il passato non è del tutto passato:
| «Je croyais que tout meurt avec le temps qui passe.» | «Pensavo che tutto morisse con il passare del tempo.» |

Ritorna poi alla mente l'oppressione che è incarnata dal padre, il garante delle norme sociali, che desiderava per sua figlia «un marito scelto per il suo stato (sociale, economico)».
Il riaffiorare dei ricordi gli ricordano la sua sconfitta; tuttavia la sconfitta del passato non è definitiva e un nuovo futuro può tornare alla ribalta:
| «Le hasard est curieux, il provoque les choses Et le destin pressé un instant prend la pause» | «Il caso è curioso, causa le cose E il destino pressante, per un momento, fa una pausa» |

Insomma non si tratta di fare un semplice tuffo nostalgico in un passato morto, ma piuttosto di cogliere l'opportunità di immaginare un altro futuro insieme: 
| «Si tu en as envie, si tu es disponible….» | «Se ne hai voglia, se sei disponibile ...» |

propone Aznavour. Un incontro casuale apre la possibilità a un passato sepolto per trovare un altro percorso nel futuro.

## Il 45 giri
Il brano fu pubblicato come Lato A del 45 giri  Non, Je n'ai rien oublié/Mourir d'aimer, accompagnato dall'orchestra diretta da Christian Gaubert
Il disco aveva avuto un discreto successo commerciale, nel maggio del 1971 aveva raggiunto la 7ª posizione nella hit parade francese.
A livello internazionale aveva riscosso discreti successi anche in Australia, Italia, USA, Giappone e Jugoslavia.

## La versione in italiano
Aznavour realizzò anche una versione in italiano con il titolo No, non mi scorderò mai con testo di Giorgio Calabrese, eseguita da Iva Zanicchi e pubblicata nell'album Caro Aznavour (1971).